# James Mckenzie (bandoler)
James Mckenzie (o en gaèlic escocès Seumas MacCoinneach), possiblement nasqué a Ross-shire (Escòcia), el 1820. Va ser un bandit que s'ha convertit en un dels herois populars més duradors de Nova Zelanda. L'ortografia correcta del nom de Mckenzie no és clara i se'l coneix com a James, John o Jock. El seu cognom s'ha registrat tant com "MacKenzie" o com "McKenzie", sent aquest darrer el que s'utilitza més sovint.
Mckenzie va emigrar a Austràlia cap al 1849, arribant a Melbourne, on va comprar un parell de bous per transportar mercaderies a les mines d'or. Va aconseguir estalviar 1.000 lliures esterlines i es va traslladar a Nova Zelanda, arribant a Nelson. Va treballar com a pastor a Canterbury abans de traslladar-se a Otago on va sol·licitar un lot de terres en el districte de Mataura.
El març de 1855, Mckenzie va ser acusat de robar 1.000 ovelles a l'estació de Levels, al nord de Timaru. Mackenzie va negar el robatori, afirmant que havia estat contractat per John Mossman per conduir les ovelles a Otago. Després d'escapar dels seus acusadors, va caminar 160 quilòmetres fins a Lyttelton, on va ser capturat per la policia. Posteriorment, va ser condemnat a cinc anys de treballs forçats per un jurat de la Cort Suprema de Lyttelton, l'abril de 1855.
Va escapar de la presó en dues ocasions, el maig i el juny de 1855. El setembre de 1855, el magistrat resident de Christchurch va investigar el cas de Mckenzie i va trobar greus errors en la investigació i en el judici de la policia. Mckenzie va rebre un perdó incondicional l'11 de gener de 1856, després de passar només nou mesos a la presó.
Un cop alliberat, Mckenzie va navegar a Austràlia des de Lyttelton el gener de 1856, però no se sap res més sobre la seva vida posterior.

## En la història i en la cultura popular
- El país de Mackenzie, a Nova Zelanda, és anomenat així en honor seu.[2]

- Una novel·la basada en part en la vida de Mckenzie, "Chandler's Run", de Denise Muir, va ser publicada l'any 2008.[3]
- El cantant neozelandès Mike Harding ha difós la balada 'McKenzie Song', composta originalment per Kath Tait el 1973.[4]
- El llibre "The Mackenzie Affair" de James McNeish va ser adaptat per a la televisió el 1977.
- James McKenzie és un personatge de la novel·la de Sarah Lark "In the Land of the Long White", del 2007.